# Leonhard Gessel

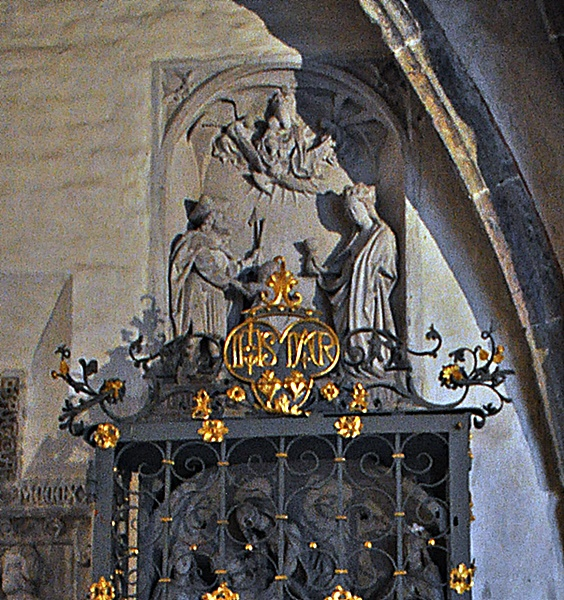
Epitaph im Kreuzgang des Augsburger Doms

Leonhard Gessel, auch Leonhard Gässel (* um 1400 in Griesbach bei Dingolfing; † 9. Juni 1465 in Augsburg) war ein deutscher Jurist, Geistlicher, Generalvikar und Domdekan im Bistum Augsburg. 

## Leben und Wirken
Der Bauernsohn Leonhard Gessel tritt ab 1431 in der Diözese Augsburg als Kleriker in Erscheinung. Zu diesem Zeitpunkt beantragte er zum Zwecke weiterer Studien eine päpstliche Dispens von der Weihe. 1435–1439 studierte Gessel kanonisches Recht in Wien, Bologna und Padua. Er war an den Hochschulen zusammen mit Ulrich Langenmantel, dem Begründer der ersten Augsburger Studentenstiftung und dem geistlichen Humanisten Lorenz Blumenau.
Leonhard Gessel der seine Studien mit der Graduierung „licentiatus in decretis“ beendete, wurde Stiftsherr an St. Moritz in Augsburg. 1447/48 war er Mitglied der juristischen Fakultät an der Universität Wien, 1449 erhielt er die Priesterweihe.
Bischof Peter von Schaumberg † (1469) berief ihn 1444–1446 und 1449–1459 zu seinem Generalvikar. Mit ihm zusammen gehörte er einem Freundeskreis von Frühhumanisten an, der sich um Sigismund Gossembrot gebildet hatte. Ab 1459 bis zu seinem Tod, amtierte Leonhard Gessel als Augsburger Domdekan. Daneben bekleidete er die Ämter des Offizials, eines Domherren in Freising (bis 1457), sowie des Stiftspropstes zu Feuchtwangen (1447) und zu Habach (1452). 
1455 erscheint er neben dem Augsburger Kleriker Johann Kautsch auch als Richter am Königlichen Kammergericht zu Graz, unter Vorsitz von Kaiser Friedrich III.
Gessel besaß eine große Büchersammlung, die er teilweise schon zu Lebzeiten dem Stift St. Moritz und der Dombibliothek in Augsburg sowie dem Kloster St. Mang in Füssen vermachte. Der Rest wurde bei seinem Tod verkauft.
Er wurde 1465 im Kreuzgang des Augsburger Domes beigesetzt, wo sich sein von Hanns Peurlin  geschaffenes Epitaph erhalten hat.